# Fraueneishockey-Bundesliga 2013/14
Die Saison 2013/14 war die 26. Austragung der Fraueneishockey-Bundesliga in Deutschland. Die Ligadurchführung erfolgte durch den Deutschen Eishockey-Bund. Die Spielzeit begann mit ihrem ersten Spieltag am 21. September 2013 und endete am 29. März 2014. Meister wurde der ESC Planegg.

## Modus
Wie in der Vorsaison spielen die Bundesliga-Vereine zunächst eine Doppelrunde aus. Der Sieger der Doppelrunde wird der Deutsche Meister. Die bisherige Drei-Punkteregelung wird beibehalten, so dass bei einem Sieg in der regulären Spielzeit der Sieger drei Punkte, der Verlierer gar keinen Punkt erhält. Bei einem Unentschieden nach der regulären Spielzeit erhalten beide Mannschaften jeweils einen Punkt. Der Sieger des anschließenden Penaltyschießens erhält einen Zusatzpunkt.
Es starten dieselben Mannschaften wie in der Vorsaison.

## Teilnehmende Mannschaften
- ESC Planegg/Würmtal (Meister)
- EC Bergkamen
- Eisladies Berlin
- ESG Esslingen
- ECDC Memmingen
- SC Garmisch-Partenkirchen
- ERC Ingolstadt

## Kreuztabelle
| Hinrunde | Hinrunde | Hinrunde | Hinrunde | Hinrunde | Hinrunde | Hinrunde |             | Rückrunde | Rückrunde | Rückrunde | Rückrunde | Rückrunde | Rückrunde | Rückrunde |
| -------- | -------- | -------- | -------- | -------- | -------- | -------- | ----------- | --------- | --------- | --------- | --------- | --------- | --------- | --------- |
| ESCP     | ECDC     | ECB      | OSC      | SCGP     | ESG      | ERC      | Verein      | ESCP      | ECDC      | ECB       | OSC       | SCGP      | ESG       | ERC       |
|          | 3:1      | 5:1      | 3:4      | 9:2      | 3:1      | 4:0      | ESC Planegg |           | 4:3       | 6:1       | 4:2       | 7:0       | 7:0       | 4:3P      |
| 1:4      |          | 4:1      | 4:3P     | 8:1      | 7:1      | 5:2      | Memmingen   | 2:5       |           | 2:1       | 4:1       | 12:0      | 12:2      | 2:1       |
| 1:2      | 1:0      |          | 1:3      | 5:0      | 5:1      | 1:0      | Bergkamen   | 0:1       | 0:2       |           | 4:3P      | 5:0       | 4:0       | 4:0       |
| 5:6P     | 3:4P     | 2:1P     |          | 6:1      | 11:0     | 3:2      | OSC Berlin  | 5:2       | 3:8       | 5:2       |           | 7:0       | 8:0       | 5:2       |
| 2:4      | 0:3      | 1:4      | 2:9      |          | 10:0     | 0:5      | Garmisch    | 2:3       | 1:7       | 2:6       | 1:4       |           | 8:1       | 1:11      |
| 0:7      | 0:8      | 0:7      | 1:10     | 1:7      |          | 0:7      | Esslingen   | 0:14      | 0:14      | 0:6       | 0:14      | 0:5       |           | 1:6       |
| 4:5      | 1:3      | 6:5      | 2:4      | 5:0      | 6:0      |          | Ingolstadt  | 2:7       | 4:3       | 4:2       | 5:7       | 5:4       | 5:0       |           |

## Tabelle
| Platz | Mannschaft                | Spiele | S3 | S2 | N1 | N0 | T   | GT  | Diff. | Punkte |
| ----- | ------------------------- | ------ | -- | -- | -- | -- | --- | --- | ----- | ------ |
| 1.    | ESC Planegg/Würmtal       | 24     | 20 | 2  | 0  | 2  | 119 | 42  | +77   | 67     |
| 2.    | OSC Berlin                | 24     | 16 | 1  | 4  | 3  | 127 | 59  | +68   | 54     |
| 3.    | ECDC Memmingen            | 24     | 16 | 2  | 0  | 6  | 122 | 42  | +80   | 52     |
| 4.    | EC Bergkamener Bären      | 24     | 11 | 1  | 1  | 11 | 68  | 49  | −19   | 36     |
| 5.    | ERC Ingolstadt            | 24     | 11 | 0  | 1  | 12 | 88  | 70  | +18   | 34     |
| 6.    | SC Garmisch-Partenkirchen | 24     | 4  | 0  | 0  | 20 | 50  | 130 | −80   | 12     |
| 7.    | ESG Esslingen             | 24     | 0  | 0  | 0  | 0  | 9   | 191 | −182  | 0      |

## Beste Scorer
Quelle: pointstreak.com; Abkürzungen: Sp = Spiele, T = Tore, V = Assists, Pkt = Punkte, SM = Strafminuten; Fett: Turnierbestwert
| Spieler           | Mannschaft     | Sp | T  | V  | Pkt | SM |
| ----------------- | -------------- | -- | -- | -- | --- | -- |
| Brooke Ammerman   | ESC Planegg    | 21 | 21 | 24 | 45  | 26 |
| Franziska Busch   | ECDC Memmingen | 24 | 18 | 23 | 41  | 22 |
| Susann Götz       | OSC Berlin     | 23 | 18 | 22 | 40  | 8  |
| Lisa Schuster     | OSC Berlin     | 23 | 23 | 16 | 39  | 65 |
| Maritta Becker    | ERC Ingolstadt | 20 | 17 | 22 | 39  | 32 |
| Jacqueline Janzen | ECDC Memmingen | 21 | 17 | 20 | 37  | 22 |
| Stephanie Ramsay  | OSC Berlin     | 22 | 17 | 19 | 36  | 48 |
| Manuela Anwander  | ERC Ingolstadt | 24 | 15 | 16 | 31  | 6  |
| Julia Zorn        | ESC Planegg    | 19 | 12 | 19 | 31  | 10 |
| Andrea Lanzl      | ERC Ingolstadt | 24 | 9  | 22 | 31  | 14 |

## Meisterkader des ESC Planegg
| Deutscher Meister ESC Planegg | Tor: Julia Graunke, Lena Schuster, Sandra Abstreiter Abwehr: Lena Düsterhöft, Jessica Hammerl, Monika Pink, Ronja Richter, Yvonne Rothemund, Ines Strohmair, Jessica Ujcik Angriff: Brooke Ammerman, Monika Bittner, Bettina Evers, Manuela Hebel, Bernadette Karpf, Sophie Kratzer, Tamara Lan Yee Chiu, Kathrin Lehmann, Kerstin Spielberger, Theresa Wagner, Julia Zorn Trainer: Brian Ashton |